# NGC 4920
NGC 4920 est une petite galaxie irrégulière magellanique située dans la constellation de la Vierge. Sa vitesse par rapport au fond diffus cosmologique est de 1 665 ± 23 km/s, ce qui correspond à une distance de Hubble de 24,6 ± 1,8 Mpc (∼80,2 millions d'al). NGC 4920 a été découverte par l'astronome allemand Wilhelm Tempel en 1882. Cette galaxie a aussi été observée par l'astronome français Guillaume Bigourdan le 16 avril 1895 et elle a été inscrite à l'Index Catalogue sous la cote IC 4134.
La classe de luminosité de NGC 4920 est V-VI et elle présente une large raie HI.
À ce jour, une mesure non basée sur le décalage vers le rouge (redshift) donne une distance d'environ 18,200 Mpc (∼59,4 millions d'al). Cette valeur est à l'extérieur des valeurs de la distance de Hubble, mais compatible avec celles-ci. Puisque cette galaxie est relativement rapprochée du Groupe local, cette distance est peut-être plus près de sa distance réelle que la distance de Hubble. Notons que c'est avec la valeur moyenne des mesures indépendantes, lorsqu'elles existent, que la base de données NASA/IPAC calcule le diamètre d'une galaxie.